# Шеррард (Іллінойс)
Шеррард (англ. Sherrard) — селище (англ. village) в США, в окрузі Мерсер штату Іллінойс. Населення — 692 особи (2020).

## Географія
Шеррард розташований за координатами 41°18′39″ пн. ш. 90°29′58″ зх. д. / 41.31083° пн. ш. 90.49944° зх. д. (41.310836, -90.499378).  За даними Бюро перепису населення США в 2010 році селище мало площу 3,00 км², з яких 2,40 км² — суходіл та 0,60 км² — водойми.

## Демографія
Згідно з переписом 2010 року, у селищі мешкало 640 осіб у 269 домогосподарствах у складі 181 родини. Густота населення становила 213 особи/км².  Було 298 помешкань (99/км²).
Расовий склад населення:
| - 98,6 % — білих - 0,5 % — корінних американців - 0,5 % — азіатів |

До двох чи більше рас належало 0,5 %. Частка іспаномовних становила 2,8 % від усіх жителів.
За віковим діапазоном населення розподілялося таким чином: 24,1 % — особи молодші 18 років, 61,4 % — особи у віці 18—64 років, 14,5 % — особи у віці 65 років та старші. Медіана віку мешканця становила 39,4 року. На 100 осіб жіночої статі у селищі припадало 98,8 чоловіків;  на 100 жінок у віці від 18 років та старших — 97,6 чоловіків також старших 18 років.
Середній дохід на одне домашнє господарство  становив 64 944 долари США (медіана — 55 833), а середній дохід на одну сім'ю — 73 499 доларів (медіана — 62 500). Медіана доходів становила 49 038 доларів для чоловіків та 30 278 доларів для жінок. За межею бідності перебувало 1,7 % осіб, у тому числі 1,1 % дітей у віці до 18 років та 1,7 % осіб у віці 65 років та старших.
Цивільне працевлаштоване населення становило 392 особи. Основні галузі зайнятості: освіта, охорона здоров'я та соціальна допомога — 23,7 %, виробництво — 14,5 %, роздрібна торгівля — 10,7 %, мистецтво, розваги та відпочинок — 8,4 %.